# British Darts Organisation
 (juin 2024).
La British Darts Organisation (BDO) est une organisation de fléchettes créée le 7 janvier 1974 par Olly Croft,. Elle a fixé les règles qui gouvernent le jeu des fléchettes encore aujourd'hui. Elle a organisé le premier championnat du monde de fléchettes en 1978. Événement plus connu sous le nom de The Embassy en raison d'un sponsoring avec le fabricant de cigarettes Imperial Tobacco. Aujourd'hui, il a été renommé en Lakeside World Professional Darts Championship.

## Liquidation
En septembre 2020, l'entreprise est mise en liquidation, mettant fin à 47 ans d'histoire.